# Apóstolos Giánnou
Apóstolos Giánnou (en grec : Απόστολος Γιάννου), né le 25 janvier 1990 à Náoussa en Grèce, est un footballeur international grec puis australien, qui évolue au poste d'attaquant.

## Biographie

### Carrière de joueur
Apóstolos Giánnou dispute 16 matchs en Ligue Europa, pour deux buts inscrits, un avec l'Asteras Tripolis contre l'APOEL Nicosie (victoire 2-0) le 5 novembre 2015 et l'autre avec l'AEK Larnaca contre le FC Zurich (victoire 1-2), presque trois ans plus tard, le 29 novembre 2018.

### Carrière internationale
Apóstolos Giánnou compte une sélection avec l'équipe de Grèce depuis 2015. 
Il est convoqué pour la première fois par le sélectionneur national Michael Skibbe pour un match amical contre la Turquie le 17 novembre 2015. Il rentre à la 70e minute à la place de Kóstas Mítroglou (0-0).
Ayant grandi à Melbourne, Apóstolos Giánnou possède également la nationalité australienne, ce qui lui permet également de jouer pour les Socceroos (du moins tant qu'il n'aura pas disputé un match dans une compétition officielle avec l'équipe de Grèce). Le sélectionneur de l'Australie, Ange Postecoglou, également d'origine grecque, le convoque donc pour un match de qualification à la Coupe du monde 2018 face au Tadjikistan, le 24 mars 2016. Titulaire, il se fait particulièrement bien remarquer, en délivrant deux passes décisives (pour l'ouverture du score de Massimo Luongo et pour le sixième but, signé Tom Rogić) et en provoquant deux penaltys,, contribuant ainsi fortement à l'écrasante victoire de son équipe (7-0) sans toutefois parvenir à marquer. 
Le 2 janvier 2019, le sélectionneur de l'Australie, Graham Arnold, le convoque pour la Coupe d'Asie 2019 pour pallier la blessure de Martin Boyle. Un remplacement qui s'avère payant puisque Giánnou, déjà buteur lors de sa dernière sélection face au Koweït (match amical), le 15 octobre 2018, récidive en marquant le troisième but contre la Palestine lors de son premier match dans la compétition, le 11 janvier 2019.

## Statistiques
| Saison                | Club                  | Championnat           | Championnat | Championnat | Coupe(s) nationale(s) | Coupe(s) nationale(s) | Compétition(s) continentale(s) | Compétition(s) continentale(s) | Compétition(s) continentale(s) | Grèce | Grèce | Total | Total |
| Saison                | Club                  | Division              | M.          | B.          | M.                    | B.                    | Comp.                          | M.                             | B.                             | M.    | B.    | M.    | B.    |
| 2007-2008             | Apollon Kalamarias    | Superleague           | 8           | 0           | -                     | -                     | -                              | -                              | -                              | -     | -     | 8     | 0     |
| 2008-2009             | Apollon Kalamarias    | Bêta Ethnikí          | 22          | 6           | -                     | -                     | -                              | -                              | -                              | -     | -     | 22    | 6     |
| 2009-2010             | AO Kavala             | Superleague           | 4           | 1           | 1                     | 0                     | -                              | -                              | -                              | -     | -     | 5     | 1     |
| 2010-2011             | AO Kavala             | Superleague           | 10          | 0           | 1                     | 0                     | -                              | -                              | -                              | -     | -     | 11    | 0     |
| 2011-2012             | PAOK Salonique        | Superleague           | 15          | 2           | -                     | -                     | C3                             | 2                              | 0                              | -     | -     | 17    | 2     |
| 2012-2013             | PAOK Salonique        | Superleague           | 11          | 1           | 3                     | 2                     | C3                             | 3                              | 0                              | -     | -     | 17    | 3     |
| 2012-2013             | AO Platania           | Superleague           | 9           | 1           | 1                     | 0                     | -                              | -                              | -                              | -     | -     | 10    | 1     |
| 2013-2014             | Paniónios             | Superleague           | 29          | 3           | 5                     | 1                     | -                              | -                              | -                              | -     | -     | 34    | 4     |
| 2014-2015             | Paniónios             | Superleague           | 32          | 10          | 6                     | 2                     | -                              | -                              | -                              | -     | -     | 38    | 12    |
| 2015-2016             | Asteras Tripolis      | Superleague           | 19          | 13          | 3                     | 0                     | C3                             | 6                              | 1                              | 1     | 0     | 29    | 14    |
| Total sur la carrière | Total sur la carrière | Total sur la carrière | 159         | 37          | 20                    | 5                     | -                              | 11                             | 1                              | 1     | 0     | 191   | 43    |

## Palmarès

### En club
| AEK Larnaca - Coupe de Chypre de football - Vainqueur en 2018 |